# Maria Barrett
Maria Barrett es una deportista británica que compitió en acuatlón. Ganó una medalla de bronce en el Campeonato Mundial de Acuatlón de 2006.

## Palmarés internacional
| Campeonato Mundial | Campeonato Mundial | Campeonato Mundial | Campeonato Mundial |
| Año                | Lugar              | Medalla            | Prueba             |
| ------------------ | ------------------ | ------------------ | ------------------ |
| 2006               | Lausana (Suiza)    | Medalla de bronce  | Individual         |